# São Gonçalo, Rio de Janeiro
São Gonçalo, Rio de Janeiro là một thành phố thuộc bang Rio de Janeiro của Brasil. Thành phố có diện tích km2, dân số năm 2010 là 999,910 người. Đây là thành phố đông dân thứ 16 Brasil.